# Košúty
Košúty (in ungherese Nemeskosút) è un comune della Slovacchia facente parte del distretto di Galanta, nella regione di Trnava.